# Fideli Sundqvist
Fideli Sundqvist, född 27 november 1987 i Uppsala, är en svensk papperskonstnär och författare. Fideli Sundqvist är utbildad vid konstfack i Stockholm. 

## Yrkesverksamhet
Fideli Sundqvists verk består av 3D-skulpturer i papper som fotograferas av eller visas fysiskt. Hon har gjort flera offentliga utsmyckningar, bland annat en gångtunnel under Fyrislundsgatan i Uppsala. Hon har skrivit böcker om papper som arbetsmaterial.